# Мессьє 72
Мессьє 72 (також відоме, як М72 та NGC 6981) є кулястим скупченням в сузір'ї Водолія.

## Історія відкриття
Скупчення було відкрито П'єром Мешеном 29 серпня 1780 року.
Було включено до каталогу кометоподібних об'єктів Шарлем Мессьє 5 жовтня 1780 року, після того як він поглянув на скупчення.

## Цікаві характеристики
M72 знаходиться на відстані 53000 світлових років від Землі і лежить на значній відстані від центра Галактики.

## Спостереження

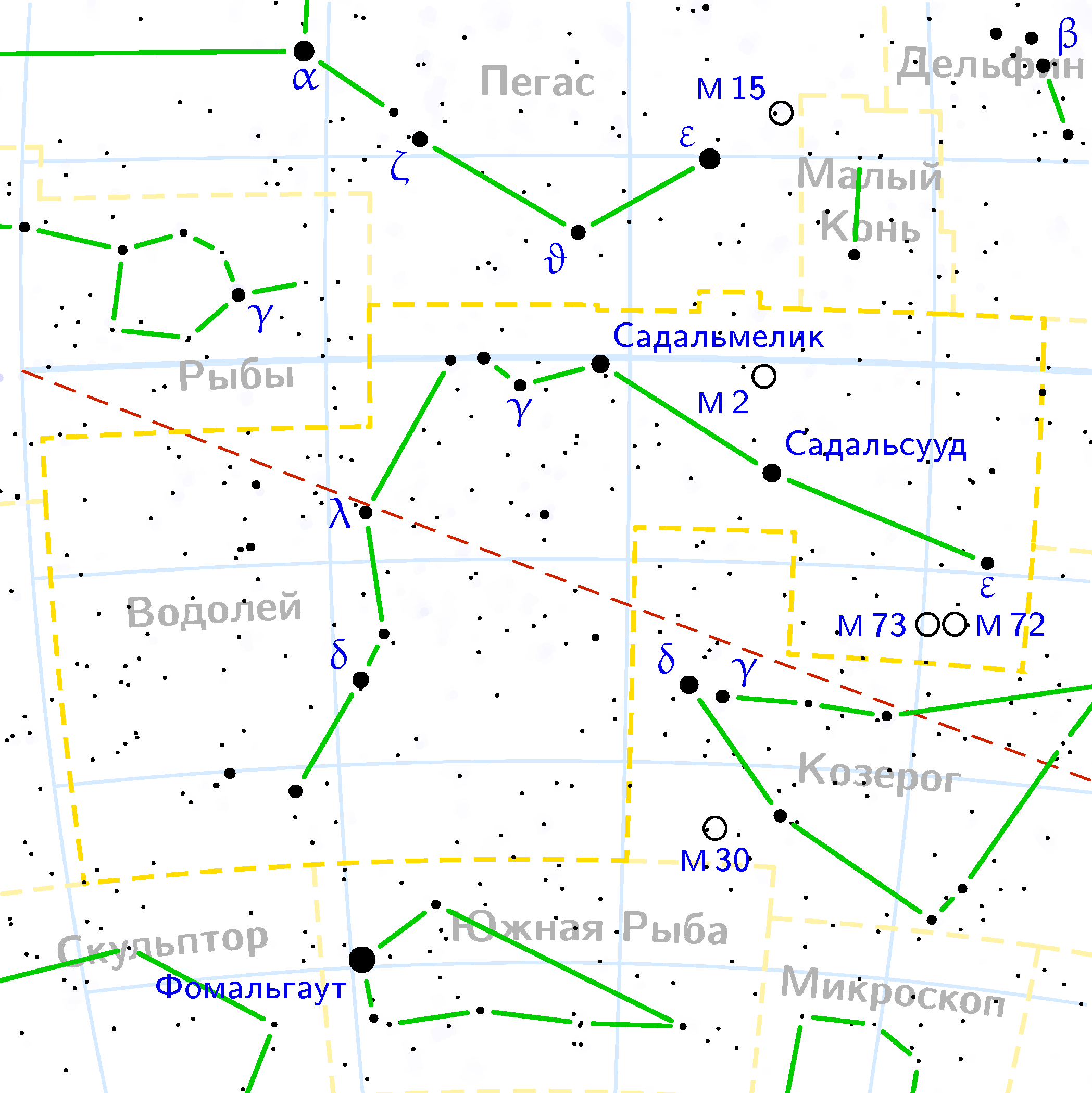
M72 в сузір'ї Водолія

M72 — саме тьмяне кулясте скупчення в каталозі Мессьє. Найкращий час спостереження — літо. У бінокль навіть і світлосильний знайти це тьмяне скупчення нелегко. Воно знаходиться майже точно на схід від α Козерога і на південь від μ Водолія (менше градуса на схід від помаранчевої зірки 6m). Найкраще відразу переходити до пошуків за допомогою ширококутного довгофокусного окуляра встановленого в телескоп не розраховуючи, що скупчення буде помітно в шукач.
При збільшеннях від 200х це компактне скупчення виглядає у вигляді дифузного округлого диска з кількома зірками на південній і східній периферії. У телескоп апертурою (350—400 мм) можна помітити деяку незграбність фігури скупчення і десятки зірок по всьому об'єму М72.

### Сусіди по небу з каталогу Мессьє
- M73 — (в півтора градусах на схід) Y-подібний астеризм з чотирьох зірок;
- M30 — (на сході Лева) досить яскраве і велике кулясте скупчення;
- M75 — (на південний захід, в Стрільці) помірно яскраве кулясте скупчення, вдалині від орієнтирів;
- M2 — (на північний схід) яскраве і надзвичайно щільне кулясте скупчення;

### Послідовність спостереження в «Марафоні Мессьє»
… М15 → М70 →М72 → М75 → М73 …

## Навігатори
Координати:  20г 53м 27.91с, −12° 32′ 13.4″